# KulturNav
KulturNav é um serviço digital de armazenamento em nuvem originário da Noruega. Seu principal fim é que seus utentes possam utilizar dita plataforma para criar e administrar um sistema de controle de autoridades focalizado nas necessidades de museus e centros culturais. O projecto foi criado e é dirigido pelo Conselho das Artes de Noruega. O projecto iniciou-se em 2013 e o website esteve completamente operativo a 20 de janeiro de 2015 e é utilizado por ao redor de 130 museus de Noruega e Suécia.
Segundo seu próprio sitio site, a KulturNav está desenhada para melhorar o acesso à informação sobre o património cultural em arquivos, bibliotecas e museus, trabalhando com metadatos comuns. Assim, diferentes instituições podem colaborar para construir um banco de dados e terminologia regular. Segundo o Centro de Arquitetura e Desenho Skeppsholmen, KulturNav possui um registo bastante completo de arquitetos suecos.

## Software
KulturNav utiliza a tecnologia KulturIT, um software desenvolvido e mantido em conjunto entre o Museu de Cultura Popular de Noruega e o Museu Lillehammer, um projeto sem fins de lucro. KulturIT baseia-se no sistema de dados enlaçados, o que o faz compatível com outras fontes que utilizem a mesma tecnologia.
A API suporta consultas com HTTP GET, as quais não têm um sistema de autentificação e autorização, o que significa que só se pode consultar conteúdo que seja público. O sistema foi desenvolvido baseando-se em Play Framework, junto com Solr e jQuery.

## Projetos
Em março de 2015, o registo nacional de fotografia da Suécia iniciou o processo de migração para a KulturNav.
O projecto de digitalização do Museu de História Natural de Estocolmo, iniciado em 2016 e que se espera finalize em 2020, prevê colocar o material obtido na KulturNav ou uma plataforma similar.